# هدف التنمية المستدامة السابع
هدف التنمية المستدامة السابع (يُعرف اختصارًا بـ SGD 7 أو Global Goal 7) هو أحد بنود أهداف التنمية المستدامة السبعة عشر التي اعتمدتها الجمعية العامة للأمم المتحدة في 2015، ويهدف إلى «إتاحة مصادر طاقة حديثة ومستدامة يمكن الاعتماد عليها بتكلفة معقولة للجميع». إذ أن توفر الطاقة من أحد أهم الأركان التي تعتمد عليها التنمية الاقتصادية وجهود تخفيف الفقر ورفاهية الناس.
يشمل هذا البند خمسة أهداف فرعية من المخطط تحقيقها بحلول 2030، ويُقاس التقدم المحرز في تنفيذها بواسطة ستة مؤشرات. يسعى هدف التنمية المستدامة السابع إلى تحقيق خمسة نتائج: إتاحة الطاقة الحديثة في كل مكان، زيادة نسبة الطاقة المتجددة عالميًا، مضاعفة معدل تحسين كفاءة إنتاج الطاقة، تشجيع الأبحاث والاستثمارات في مجال الطاقة النظيفة والتكنولوجيا المتعلقة بها، توسيع خدمات الطاقة وترقيتها في البلدان النامية. بعبارة أخرى، تشمل تلك الأهداف إتاحة مصادر طاقة يمكن الاعتماد عليها بتكلفة معقولة مع زيادة نسبة الطاقة المتجددة من مجموع إنتاج الطاقة العالمي. ويقتضي ذلك تحسين كفاءة الطاقة وتعزيز التعاون الدولي لتسهيل إتاحة تكنولوجيا الطاقة النظيفة على نطاق أوسع وزيادة الاستثمار في البنية التحتية للطاقة المتجددة. وتقتضي تلك الخطط إيلاء اهتمام خاص بدعم البنية التحتية الخاصة بالبلدان الأقل نماءً والجزر الصغيرة والبلدان النامية غير الساحلية.
طبقًا لأحد تقارير عام 2019، أحرز العالم تقدمًا نحو الوصول لهدف التنمية المستدامة السابع، ولكنه لن يحقق الأهداف المخطط لها بالكامل قبل عام 2030 إذا استمر على نفس المنوال. ويرتبط هدف التنمية السابع بخطة التخفيف من آثار تغير المناخ (هدف التنمية المستدامة الثالث عشر) ارتباطًا وثيقًا، وكلاهما يكمل الآخر. ولا بد للعالم من بذل المزيد من الجهود في تطوير الطاقة المتجددة حتى يحقق أهداف تخفيف آثار التغير المناخي طويلة المدى.

## خلفية
تمثل الطاقة واستخداماتها أحد معالم بداية الحضارة الإنسانية التي بدأت بحرق الكتلة الحيوية (أي اكتشاف النار) لتوليد الحرارة لغرض التدفئة أو الطهي. وبعدها أدت الثورة الصناعية في نهاية القرن الثامن عشر إلى تحول نمط استخدام الطاقة من حرق الكتلة الحيوية إلى استخدام الفحم والنفط والغاز الطبيعي باعتبارها مصادر الطاقة الأولية. ومع زيادة عدد السكان على مدار السنين تضاعفت الحاجة إلى تلك المصادر غير المتجددة، ما دفع بالبيئة إلى شفير الدمار.

عدد سكان العالم ممن لديهم كهرباء وممن يعيشون بدونها

ومع زيادة عدد سكان العالم، زادت الفجوة بين أولئك الذين يتحملون نفقات الطاقة وأولئك الذين لا يتحملونها. قال أحد ممثلي المنتدى السياسي رفيع المستوى عن التنمية المستدامة التابع للأمم المتحدة: «رغم إتاحة الكهرباء للمزيد من الناس عالميًا، لا يزال ما يقرب من مليار شخص يعيشون دون كهرباء، ويفتقر 3 مليارات من الناس إلى سبل طهي صحية ويتعرضون إلى مستويات خطيرة من الملوثات الهوائية داخل البيوت». وفي ذات الوقت، يتسبب الاقتصاد المعتمد على الوقود الأحفوري في تغير المناخ. لا غنى عن الطاقة في التغلب على جميع التحديات التي يواجها العالم اليوم، ومن بينها: التكيف مع تغير المناخ، والأمن الغذائي، والصحة، والتعليم، والمدن المستدامة، وفرص العمل، والنقل. ولذا يتحتم علينا اللجوء لمصادر طاقة صديقة للبيئة يمكن إتاحتها لأنأى مناطق العالم.
من المتوقع أن يحفز هدف التنمية المستدامة السابع الجهود للوفاء باتفاق باريس للمناخ.

### طاقة حديثة، نظيفة، يعتمد عليها
لا يزال الناس يعتمدون على الفحم والنفط في إنتاج الطاقة والكهرباء منذ وقت طويل وحتى الآن. ونظرًا للضرر الذي تسببت فيه تلك المصادر للبيئة، تسعى بلدان العالم إلى بدائل أخرى لإنتاج الطاقة (مصادر طاقة متجددة) مثل:
- الطاقة الشمسية: تُستمد تلك الطاقة من الإشعاع الشمسي. وهي مصدر طاقة نظيف للغاية يمكن استخدامه بشكل مكثف نظرًا لوفرته. تتسابق تقنيات الطاقة الشمسية مثل الألواح الضوئية والطاقة الشمسية المركزة والتدفئة والتبريد الشمسي لإنتاج الطاقة وإمدادها لجميع المناطق بما فيها المناطق النائية حيث لا وجود لمصادر الوقود التقليدية.[7]
- طاقة الرياح: شكل من أشكال الطاقة النظيفة المجانية رغم كونها متاحة بصورة متقطعة، وتعتمد على التقاط الطاقة الحركية الكامنة في الرياح. يمكن استغلال طاقة الرياح من خلال إنشاء مزارع رياح تتألف من عدة عنفات هوائية في المناطق التي تتميز برياح قوية ومتكررة.
- طاقة الحرارة الجوفية: يمكن استغلال الحرارة التي تنبع من باطن الأرض لإنتاج الطاقة، وذلك عن طريق محطات الحرارة الجوفية ومضخات الحرارة التي تلتقط الحرارة المنبعثة من الينابيع الساخنة. لا تنتج تلك الطاقة عادةً أي انبعاثات ضارة، ولا تؤثر على التوازن البيئي نظرًا لسعة كوكب الأرض الحرارية الهائلة.
- الطاقة المائية: هي الطاقة الناتجة عن تحويل الطاقة الحركية الكامنة في المياه المتدفقة إلى طاقة كهربية، وذلك عن طريق إنشاء عنفات في مياه الأنهار لإنتاج طاقة نظيفة دون انبعاثات. تشكل الطاقة المائية معظم إنتاج الطاقة السنوي من بين المصادر المتجددة.
- الكتلة الحيوية: يمكن حرق الكتلة الحيوية لإنتاج الطاقة عن طريق الحرق المباشر، أو الحرق المساعد، أو التحلل الحراري، أو التحلل الغازي، أو التحلل اللاهوائي.

ورغم شروع العالم في التحول لمصادر الطاقة المتجددة، فإنها لا تزال تشكل 18% فقط من استهلاك الطاقة العالمي الكلي، بينما تشكل مصادر الطاقة المتجددة الحديثة 10% فقط من المجموع.

## الأهداف والمؤشرات والتقدم
يشمل هدف التنمية المستدامة السابع خمسة أهداف فرعية يُقاس التقدم المحرز في تنفيذها بواسطة ستة مؤشرات ومن المخطط تحقيقها قبل عام 2030.

### الهدف 7.1: إتاحة الطاقة الحديثة في كل مكان

خريطة العالم للمؤشر 7.1.1 لعام 2015 – نسبة سكان الذين لديهم كهرباء

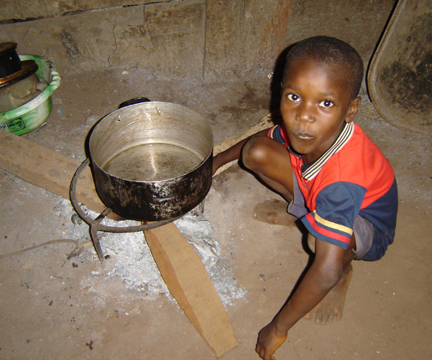
حرق الخشب للطهي في كينيا ما يؤدي إلى تلوث الهواء داخل البيوت

أول أهداف هدف التنمية المستدامة السابع هو: «ضمان توفر خدمات طاقة حديثة يعتمد عليها بتكلفة معقولة في كل مكان بحلول 2030».
ثمة مؤشران لقياس التقدم المحرز في تنفيذ هذا الهدف:
- المؤشر 7.1.1: نسبة سكان الذين لديهم كهرباء
- المؤشر 7.1.2: نسبة السكان الذين يعتمدون على الطاقة والتكنولوجيا النظيفة بصفة أولية – وهي عدد السكان الذين يستخدمون الطاقة النظيفة في الطهي والتدفئة والإنارة مقسومًا على العدد الكلي للسكان الذي يعتمدون على الطهي أو التدفئة أو الإنارة. ويُعرف الوقود النظيف في هذا السياق في إطار معدلات الانبعاث المستهدفة ومصادر الطاقة المُوصى بها في توجيهات منظمة الصحة العالمية للحفاظ على جودة الهواء داخل البيوت التي توصي بعدم استخدام الفحم غير المعالج والكيروسين.[10][11]

بين أحد تقارير عام 2019 أن:
- أحرزت عدة بلدان تقدمًا في إتاحة الكهرباء، ومن أبرزها الهند وبنغلاديش وكينيا. وقل عدد السكان الذين يعيشون دون كهرباء من 1.2 مليار في عام 2010 إلى 840 مليون في عام 2017.
- تظل أفريقيا جنوب الصحراء أكثر منطقة تفتقر إلى الكهرباء. حيث يفتقر 573 مليون فرد فيها إلى الكهرباء، أي أكثر من نصف سكانها.
- وصل عدد السكان ممن ليس لديهم وسيلة طهي صحية إلى 3 مليارات في عام 2016 من أماكن متفرقة في أفريقيا وآسيا.

من أبرز الاستراتيجيات التي تسعى لسد تلك الفجوة هي الاستعانة بأموال القطاع الخاص، وتطبيق حلول متنوعة مثل مصادر الطاقة المتجددة اللامركزية، وبذل الجهود في إمداد الأرياف بالكهرباء والتكيف مع الكثافة العمرانية.